# Гавіота – Лемона
Гавіота – Лемона – газопровід на півночі Іспанії.
З 1986 по 1994 роки поблизу північного узбережжя Іспанії (за 8 кілометрів від берегу) велась розробка газоконденсатного родовища Гавіота, яке з 1998-го перетворили на підземне сховище газу. Сполучення цих об’єктів із газотранспортною системою забезпечує трубопровід Гавіота – Лемона, що має довжину 32 кілометра, діаметр 400 мм та розрахований на робочий тиск у 7,2 МПа.
Офшорна ділянка газопроводу починаєтьяс на платформі Гавіота, що встановлена в районі з глибиною моря 106 метрів. В Лемона існує сполучення з газопроводами Більбао – Бергара та Лемона – Аро.
Значним споживачем протранспортованого газу може бути ТЕС Аморебієта.